# Brem-sur-Mer
Brem-sur-Mer település Franciaországban, Vendée megyében. Lakosainak száma 2933 fő (2022. január 1.). Brem-sur-Mer La Chaize-Giraud, Bretignolles-sur-Mer, L’Île-d’Olonne, Landevieille, Vairé és Les Sables-d’Olonne községekkel határos.

## Népesség
A település népességének változása:
| Lakosok száma | 2607 | 2601 | 2704 | 2720 | 2780 | 2817 | 2855 | 2872 | 2933 |
|               | 2013 | 2015 | 2016 | 2017 | 2018 | 2019 | 2020 | 2021 | 2022 |